# Karskär, Gävle
Karskär är ett industri- och hamnområde i Gävle där Billerud Korsnäs är verksamt.
I Karskär anlade Korsnäs AB en sulfitfabrik 1910, en sulfatfabrik 1914, en av Sveriges största spritfabriker 1919 och ett pappersbruk tillverkning av sulfit- och sulfatpapper 1924. I Karskär finns även en hamn för massavedsimport och olja tillhörande lotsområde Gävle. Där har också anlagts även ett värmekraftverk, vilket togs i drift 1971 efter att ha byggts av Krångede AB och levererade processånga till Korsnäs AB. Verket levererar även elenergi sedan 1972 och fjärrvärme sedan 1978. Verket övertogs 1990 av Karskär Energi AB, ägt av Sydkraft AB, Korsnäs AB och Gullspångs Kraft AB och blev 2008 helägt av Korsnäs AB då man köpte resterande aktier av Eon.
Gävle stads spårvägars linje till Bomhus byggdes ut till Karskär 1929 och trafikerades med spårvagnar till 1956.